# Så ni vet
Så ni vet är ett musikalbum av Daltone som släpptes 2009.

## Låtlista
| Spår | Titel                           | Tid   |
| ---- | ------------------------------- | ----- |
| 1    | Hör mig igen                    | 02:32 |
| 2    | Ge mig en chans - Governor Andy | 04:04 |
| 3    | Ser genom regn                  | 04:18 |
| 4    | Jag är                          | 03:51 |
| 5    | Fram och tillbaka               | 03:32 |
| 6    | Det händer imorrn               | 03:25 |
| 7    | Lalala (Så ni vet)              | 03:02 |
| 8    | Spinn den tillbaka              | 03:46 |